# William Montes
William Alfonso Montes Medina (El Carmen de Bolívar, 7 de julio de 1958) es un político colombiano, miembro del Partido Conservador. Ha sido elegido para integrar el Senado de Colombia.
Fue Condenado por la corte Suprema De Justicia, por nexos con grupos armados ilegales dentro del proceso de la Parapolítica.

## Congresista de Colombia
En las elecciones legislativas de Colombia de 1998, Montes Medina fue elegido senador de la república de Colombia con un total de 66.604 votos. Posteriormente en las elecciones legislativas de Colombia de 2002 y 2006, Montes Medina fue elegido senador de la república de Colombia con un total de 56.968 y 65.321 votos respectivamente.

### Iniciativas
El legado legislativo de William Alfonso Montes Medina se identificó por su participación en las siguientes iniciativas desde el congreso:

- Establecer normas sobre territorio costero en Colombia (Archivado).[4]
- Estatuto Fronterizo Especial para el Desarrollo Económico y Social del departamento de La Guajira, en desarrollo del artículo 337 de la Constitución Política (Retirado).[5]
- Propuesta de moción de censura en contra de los ministros por asuntos relacionados con funciones propias del cargo, o por desatención a los requerimientos y citaciones del Congreso de la República (Sancionado como acto legislativo).[6]
- Crear el pago de una compensación asociada a los ingresos de los beneficiarios finales de la energía eólica generada.[7]
- Modificar la ley 209 de 1995 (Archivado).[8]
- Desarrollar el artículo 306 de la constitución política -regiones administrativas y planificación-.[9]

## Carrera política
Su trayectoria política se ha identificado por:

### Partidos políticos
A lo largo de su carrera ha representado los siguientes partidos:
| Partido político                | Fecha Inicio        | Fecha Fin           |
| Partido Conservador             | 20 de julio de 2006 | 19 de julio de 2010 |
| Movimiento Nacional             | 20 de julio de 2002 | 19 de julio de 2006 |
| Movimiento Nacional Conservador | 20 de julio de 1998 | 19 de julio de 2002 |

### Cargos públicos
Entre los cargos públicos ocupados por William Alfonso Montes Medina, se identifican:
| Cargo público           | Partido político                | Fecha Inicio        | Fecha Fin            |
| Senador de la República | Partido Conservador             | 20 de julio de 2006 | 7 de febrero de 2008 |
| Senador de la República | Movimiento Nacional             | 20 de julio de 2002 | 19 de julio de 2006  |
| Senador de la República | Movimiento Nacional Conservador | 20 de julio de 1998 | 19 de julio de 2002  |